# Curçay-sur-Dive
Curçay-sur-Dive là một xã, tọa lạc ở tỉnh Vienne trong vùng Nouvelle-Aquitaine, Pháp. Xã này có diện tích 15,79 kilômét vuông, dân số năm 2006 là 239 người. Xã nằm ở khu vực có độ cao từ 39–122 m trên mực nước biển.
Dân địa phương danh xưng tiếng Pháp là Cursayais ou les Cursaillais.

## Biến động dân số
| Năm | 1962 | 1968 | 1975 | 1982 | 1990 | 1999 | 2006 |
| --- | ---- | ---- | ---- | ---- | ---- | ---- | ---- |
| Dân số | 227  | 287  | 216  | 245  | 257  | 217  | 239  |
| From the year 1962 on: No double counting—residents of multiple communes (e.g. students and military personnel) are counted only once. |      |      |      |      |      |      |      |